# Maurice Marie-Sainte
Maurice Marie-Sainte, wł. Maurice Rigobert Marie-Sainte (ur. 4 stycznia 1928 w Fort-de-France, zm. 27 sierpnia 2017 w Sainte-Anne) – francuski duchowny katolicki, biskup. Święcenia kapłańskie przyjął w 1955 roku, zaś w 1963 został mianowany przez papieża Pawła VI biskupem pomocniczym archidiecezji Fort-de-France ze stolicą tytularną Sicilibba. W 1972 wyznaczony został na metropolitę Fort-de-France i podniesiony do godności arcybiskupa. 8 stycznia 2004 roku papież Jan Paweł II przyjął jego rezygnację złożoną ze względu na wiek. Od tamtej pory pozostawał arcybiskupem seniorem Fort-de-France.